# Besard Šabović
Besard Šabović, né le 5 janvier 1998 à Skopje en Macédoine du Nord, est un footballeur suédois jouant au poste de milieu de terrain à l'Austin FC en MLS.

## Biographie
Besard Šabović débute en première division suédoise avec Djurgårdens IF à l'âge de 18 ans le 9 avril 2015. Avant la saison 2020, Šabović s'engage avec le Mjällby AIF.
En 2021, Šabović s'engage avec Kayserispor. Après la saison 2020-2021, il continue au FK Khimki.
Besard Šabović retourne au Djurgårdens IF le 10 août 2022.